# 篠原康次郎
篠原 康次郎（しのはら こうじろう、1918年2月17日- 2018年2月7日）は、日本の実業家。広島相互銀行頭取や広島総合銀行会長を務めた。藍綬褒章受章、オーストリア共和国有功大栄誉報賞受賞、広島経済大学名誉博士。

## 人物・経歴
福岡県福岡市出身。福岡商業学校（現福岡市立福翔高等学校）、長崎高等商業学校を経て、1941年12月に旧制東京商科大学（現一橋大学）を卒業し、1942年1月日本銀行に入行。1944年第12期大日本帝国海軍主計科見習尉官に任官し海軍経理学校入校、1945年同校卒業。秋田県田沢湖付近の補給工場で終戦を迎える。1945年福岡に復員し、1945年10月から1年間広島支店に配属。広島市への原子爆弾投下による被害を受けていた支店復興にあたった。
日本銀行函館支店長、広島支店長を経て、1969年11月日本銀行を退職し、広島相互銀行頭取に就任。1989年4月には相互銀行を広島総合銀行として普通銀行化し、社長に就任、同年2月に同会長に就任、会長退任後は広島総合銀行相談役を務めた。
1994年から学校法人石田学園理事。同年から社会福祉法人広島市手をつなぐ育成会会長。また中国経済連合会副会長、広島全日空ホテル監査役、広島大学経済学部附属地域経済システム研究センター顧問、長崎大学東南アジア研究助成会評議員、広島市授産事業振興センター会長会長、財団法人「小さな親切」運動本部広島県本部代表、財団法人広島市授産事業振興センター会長、広島オーストリア協会会長、在広島オーストリア共和国名誉領事館名誉領事、広島県日中親善協会会長、東広島カントリークラブ理事、社団法人茶道裏千家淡交会広島第一支部名誉支部長、公益社団法人瓊林会広島支部長なども務めた。
1980年藍綬褒章受章、1988年勲三等瑞宝章受章、1996年オーストリア共和国有功大栄誉報賞受賞、2012年広島経済大学名誉博士第1号。
2018年2月7日、急性心不全のため死去。99歳没。

## 著書
- 『道のり』広島相互銀行創業六十周年広報部会 (1982/11)